# Lotus Bakeries

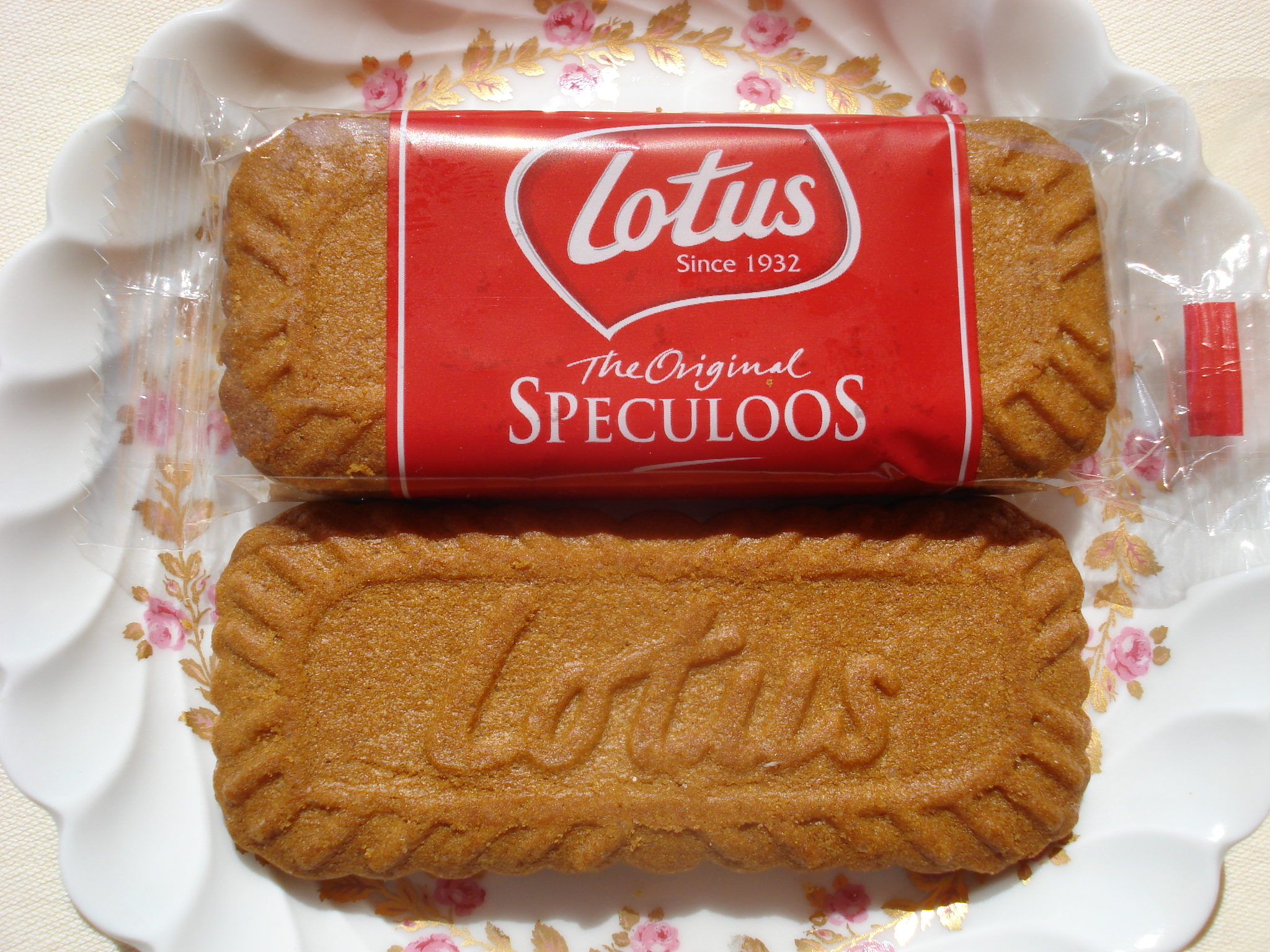
Ein Lotus-Keks

Lotus Bakeries N.V. ist eine belgische Bäckerei mit Sitz in Lembeke.
Biscoff-Kekse haben ihren Ursprung im Belgien des 17. Jahrhunderts, wo sie „Speculoos“ genannt wurden. Diese rechteckigen Kekse waren eine Feiertagstradition und wurden mit Weihnachten in Verbindung gebracht – aber eine Saison war den Belgiern natürlich nicht genug, und mit der Zeit wurden Speculoos zu einem ganzjährigen Grundnahrungsmittel. 1932 entwickelte der Bäcker Jan Boone Sr. in Lembeke, Ortsteil der belgischen Gemeinde Kaprijke im nördlichen Flandern, das Rezept eines karamellisierten Gebäcks, das er als Verweis der Reinheit der Zutaten Lotus nannte. Ab den 1950er Jahren wurden die Plätzchen vor allem in Gaststätten und Kaffeehäusern überregional bekannt, nachdem Boone die Produkte einzeln in rot-weißen Kunststofffolien verpackte. 1980 wurde das Geschäft auf den asiatischen Markt erweitert. Das Kleingebäck bekam 1985 mit Biscoff einen eigenen Namen, der sich aus der Verschmelzung der Wörter „Biscuit“ und „Coffee“ herleitet, nach dem Motto: „Der Keks gehört zum Kaffee, der Kaffee zum Keks“. Zu dieser Zeit entdeckte der in den USA ansässige Lebensmittelhändler Michael McGuire diese Leckereien auf seinen Europareisen und war der Meinung, dass „Biscoff so himmlisch war, dass es einen Platz zwischen den Wolken verdiente“. Er stellte die Lotus-Kekse bei Delta Air Lines vor, seit 1986 waren diese Kekse offiziell ein Bordsnack. Die separat verpackten Gebäckteilchen sind krümelarm, schmieren und fetten nicht, sind temperaturbeständig und schmecken sowohl süß als auch würzig. Bei Flügen in Höhen über 10.000 Metern ist die Aufnahme von Aromen durch die Rezeptoren im Mund- und Rachenraum aufgrund des niedrigen Luftdrucks, der mit einer geringeren Luftfeuchtigkeit einhergeht, eingeschränkt, die geschmacksintensiven Biscoff-Kekse bieten wie Tomatensaft und Ginger Ale ein gutes Aroma. Daher wurde das Gebäck auch zum Standard-Snack bei United Airlines,  Alaska Airlines, Westjet Airlines und Sunwing Airlines. American Airlines bestellt jährlich fast 124 Millionen Packungen Biscoff-Kekse. Biscoff-Kekse sind zu einem festen Bestandteil des Reisens geworden und haben sogar ihr eigenes Emoji.
Lotus Bakeries ist auch heute noch in Familienbesitz und hat seinen Sitz in seiner Heimatstadt mit Produktionsstätten in Belgien, den Niederlanden, Frankreich, Schweden, Südafrika und den Vereinigten Staaten. Eine dritte Produktionsstätte für Biscoff befindet sich derzeit in Thailand im Bau und wird bis 2026 in Betrieb genommen werden. Sechs Milliarden Gebäcke mit Marken Lotus, Biscoff, nākd, TREK, BEAR, Kiddylicious, Peter's Yard, Dinosaurus, Peijnenburg, Lotus Natural Foods, Lotus Local Heroes und Annas werden pro Jahr gebacken und auf sechs Kontinenten über 23 Vertriebsorganisationen in Europa, Amerika, Asien und Australien verkauft. Lotus Bakeries beschäftigt rund 3.000 Mitarbeiter und erzielte im Jahr 2023 einen Umsatz von 1.063 Millionen Euro, 1998 wurde ein Umsatz von 100 Millionen Euro erreicht. Lotus Bakeries in den Kernkonzepten Biscoff Cookies, Biscoff Sandwich Cookies und Biscoff Brotaufstrich auf dem Schwerpunkt von Biscoff-Keksen und Biscoff-Aufstrichen meldete für das erste Halbjahr 2024 einen Umsatz von 599,3 Millionen Euro. Dies entspricht einem Anstieg von 19,6 % bzw. 98,1 Mio. EUR im Vergleich zum Vorjahr. Das Wachstum von Lotus Biscoff in der ersten Jahreshälfte war geografisch breit gefächert, besonders in Kontinentaleuropa, Großbritannien, den USA und im asiatisch-pazifischen Raum. In Kontinentaleuropa wurde das Wachstum unter anderem von größeren Verbrauchermärkten wie Deutschland, den Niederlanden und Spanien angetrieben. Lotus Bakeries ist an der Euronext Brüssel notiert und Teil des BEL20-Indexes. Die Mehrheit der Aktien befindet sich im Besitz der Familie Boone und Stevens.
In den deutschsprachigen Ländern existieren Vertriebstöchter:
- Lotus Bakeries GmbH, Würselen / Düsseldorf
- Lotus Bakeries Austria GmbH, Wien
- Lotus Bakeries International und Schweiz AG, Baar

Weitere Firmen und deren regionale Marken gehören zu Lotus Bakeries:
- Annas Pepparkakor AB, Tyresö (schwedische Pfefferkuchen)
- Koninklijke Peijnenburg B.V., Geldrop-Mierlo (niederländische Honigkuchen, „Ontbijtkoek“)
- Peter’s Yard Limited, Shrewsbury (Cracker und Knäcke)

Seit 2019 werden in Wolseley (Südafrika) unter der Marke BEAR Obstprodukte hergestellt.